# The Penthouse (Seattle)
The Penthouse war ein Jazzclub in Seattle, der vor allem durch den Auftritt von John Coltrane im September 1965 in Erinnerung bleibt.

## Geschichte des Clubs

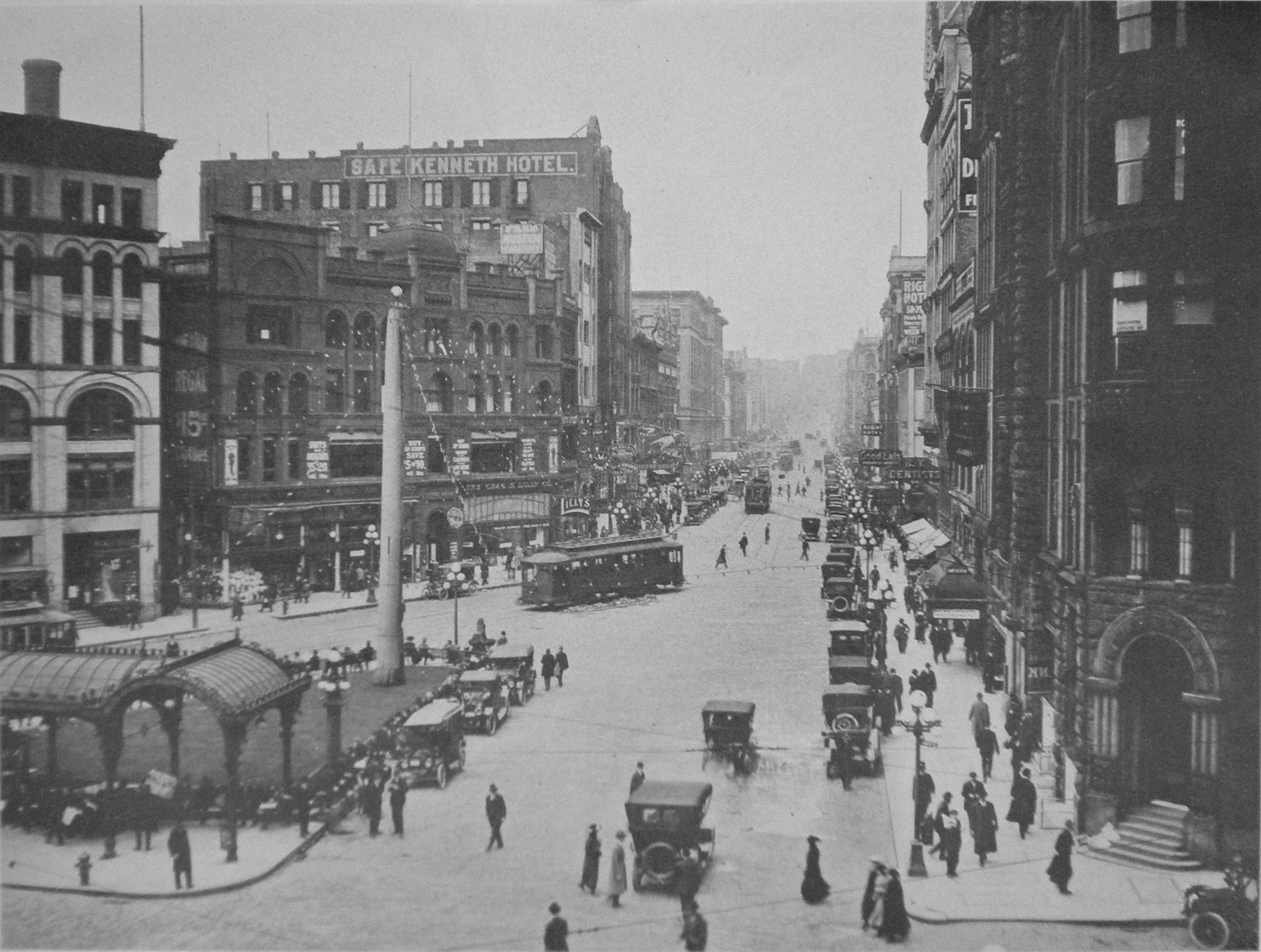
Historische Aufnahme von 1916 der First Avenue in Seattle mit dem Kenneth Hotel

Der Jazzclub The Penthouse wurde 1962 im Seattler Viertel Pioneer Square eröffnet. Sein Gründer Charlie Puzzo veranstaltete in den folgenden sieben Jahren Auftritte von Künstlern wie Cannonball Adderley, Miles Davis, Bill Evans, The Montgomery Brothers, Stan Getz, Anita O’Day, Bill Cosby, Little Richard und Aretha Franklin. Der Club lag im Erdgeschoss des Kenneth Hotels in 701 1st Avenue, Nähe Ecke Cherry Street. Das Gebäude war ursprünglich Teil des Merchant’s National Bank Building, das 1884 errichtet worden war und nach dem Brand von 1889 zum Safe Deposit Building umgebaut wurde. Aus dem Club führte der Radiomoderator Jim Wilke seit Anfang der 1960er Jahre wöchentlich Live-Übertragungen für die lokale KING-Radiostation durch.
Eine dieser Sendungen präsentierte ein Konzert des Sextetts des Saxophonisten John Coltrane am 30. September 1965, das 1971 in Ausschnitten beim Label Impulse! Records erschien (Live in Seattle). The Penthouse schloss im Jahr 1968; danach wurde das Gebäude abgerissen und das Gelände zu einem Parkplatz.
Der Seattler Musikhistoriker Paul de Barros nannte The Penthouse einen der „ersten wirklich modernen Jazzclubs der Stadt“.

## Diskographische Hinweise
- The Three Sounds featuring Gene Harris: Groovin’ Hard: Live at The Penthouse 1964–1968
- John Coltrane: A Love Supreme: Live in Seattle Impulse!, 1965, ed. 2021